# Tremacebus harringtoni
Tremacebus harringtoni (Rusconi, 1933) è una specie estinta di primate platirrino vissuto in Sud America durante il tardo Oligocene e nel primo Miocene. È l'unico appartenente al genere Tremacebus (Hershkovitz, 1974)
In base agli scarsi reperti fossili trovati (fra cui un cranio in buono stato scoperto in Patagonia), si è ipotizzato che questi animali misurassero in vita circa un metro di lunghezza, per un peso di un paio di chili.

Il muso era corto e tozzo e dotato di molari squadrati: quelli inferiori erano dotati di creste piatte, mancanti però di cuspidi, lasciando ipotizzare che questi animali avessero dieta principalmente erbivora o frugivora. Gli occhi erano di dimensioni medio-grandi, a suggerire abitudini crepuscolari.

Nel complesso, doveva somigliare a una versione di maggiori dimensioni degli odierni Aotus o scimmie notturne, con cui condivide la famiglia Aotidae: si ritiene sia una sorta di anello di congiunzione fra questi ultimi ed i Callicebinae.
Si estinse all'inizio del Miocene, lasciando il posto ad altre platirrine primitive come Neosaimiri, Branisella, Dolichocebus e Soriacebus.